# 富山南警察署

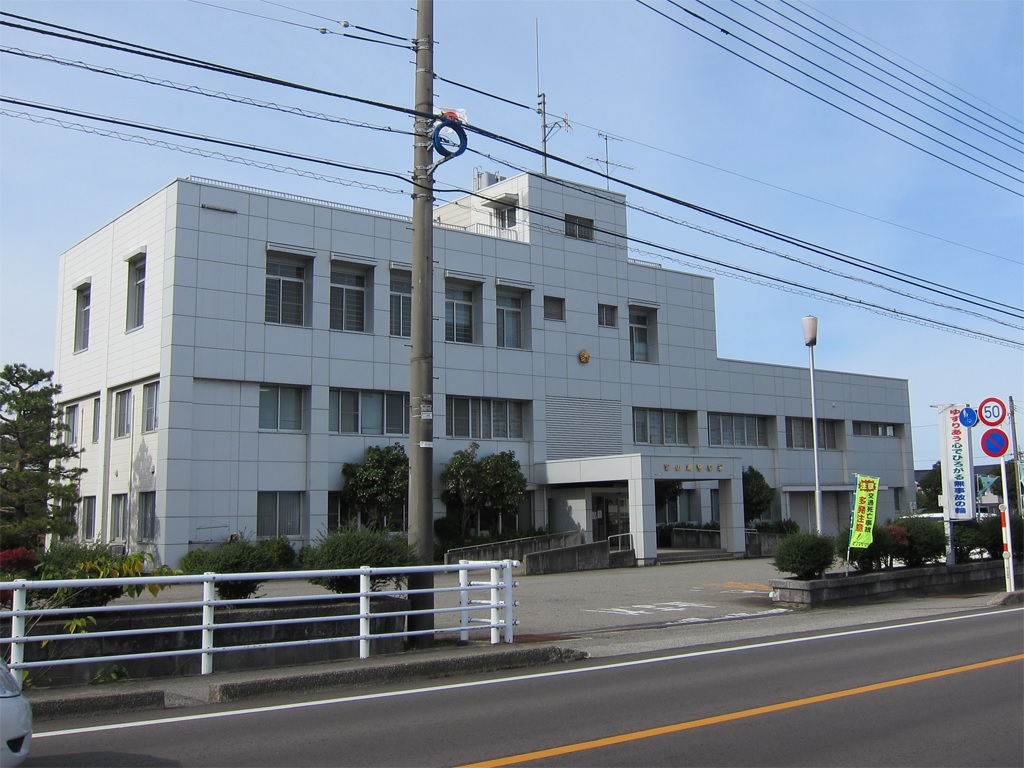
大沢野幹部交番となった旧庁舎（富山市上大久保）

富山南警察署（とやまみなみけいさつしょ）は、富山県警察が管轄する警察署の一つである。署員数約170名、識別章所属表示はTMである。

## 沿革
- 2005年（平成17年）
  - 4月1日：管轄していた上新川郡大沢野町、大山町、婦負郡細入村が、他の町村とともに旧・富山市と新設合併したことに伴い、管轄市町村数が1市2町1村から1市のみとなった。
  - 10月7日：市町村合併に伴い富山県大沢野警察署から富山県富山南警察署に名称変更するとともに、元来は大沢野署の管轄であったが20世紀末期に諸般の事情で旧・富山警察署の管轄に移っていた富山空港を含む富山市富南地区も、再び所管区域として復帰した。
- 2020年（令和2年）11月24日：富山市蜷川へ新築移転。富山中央警察署の管轄区域のうち、光陽・蜷川・堀川・山室・太田地区を移管、同時に富山市上大久保の庁舎を「大沢野幹部交番」（警部交番）に名称を変更[2][3][4]。

## 所在地
- 富山市蜷川123番地1

## 管轄区域
- 富山市の一部区域（旧大沢野町・細入村・富南村・大山町）
  - さらに前述の移転に伴い、富山中央警察署の5つの地区（山室、光陽、堀川、太田、蜷川）が富山南警察署に移管されている[2][3]。

## 組織
※順不同
- 署長(警視)
- 副署長(警視)
- 警務課
  - 警務係、県民相談係、留置管理係
- 警備課
  - 警備係
- 生活安全課
  - 生活安全総務係、人身安全係、捜査係
- 刑事課
  - 刑事総務係、刑事係、組織犯罪対策係、鑑識係
- 地域課
  - 地域総務係、自動車警ら係
- 交通課
  - 企画規制係、送致係、指導係、事故捜査係
- 会計課(課長は一般職員)
  - 会計係

## 幹部交番
- 大沢野幹部交番（富山市上大久保1109、旧富山南警察署所在地）

## 交番
※印は富山中央警察署から移管した施設を表す。
- 富南交番（富山市上栄328）
- 空港前交番（富山市秋ヶ島92-1）
- 今泉交番（富山市今泉西部町3-11）※
- 堀川交番（富山市堀川小泉町225）※
- 山室交番（富山市中川原505）※
- 下堀交番（富山市下堀271-3）※
- 大山交番（富山市上滝537-1）

## 警備派出所
- 富山空港警備派出所（富山市秋ヶ島30、警部が所長を務める）

## 警察官駐在所
※印は富山中央警察署から移管した施設を表す。
- 太田警察官駐在所（富山市石屋22）※
- 笹津警察官駐在所（富山市笹津814-2）
- 細入警察官駐在所（富山市楡原3506-1）
- 小見警察官駐在所（富山市小見187-1）

## 検問所
- 細入警察検問所（富山市楡原）[1]